# Pivdenne (Odesa)
Pivdenne (en ucraniano: Південне), anteriormente Yuzhne (en ucraniano: Южне), es una ciudad portuaria ucraniana, perteneciente al óblast de Odesa. Situada en el suroeste del país, es parte del raión de Odesa y del municipio (hromada) homónimo.La ciudad es uno de los tres puertos marítimos más importantes del país, a orillas del Mar Negro.   

## Toponimia
El nombre del asentamiento en ruso es Yúzhnoye (en ruso: Южное). Anteriormente su nombre oficial era Yuzhni (en ruso: Южний, lit. 'sur'), oficial hasta 2023, cuando se cambió el nombre a Yuzhne (en ucraniano: Южне), siendo renombrada como Pivdenne en 2024.

## Geografía
La ciudad está ubicada a orillas del mar Negro, a unos 32 kilómetros al este de Odesa.

### Clima
Pivdenne tiene un clima subtropical húmedo.
| Parámetros climáticos promedio de Yuzhne         | Parámetros climáticos promedio de Yuzhne | Parámetros climáticos promedio de Yuzhne | Parámetros climáticos promedio de Yuzhne | Parámetros climáticos promedio de Yuzhne | Parámetros climáticos promedio de Yuzhne | Parámetros climáticos promedio de Yuzhne | Parámetros climáticos promedio de Yuzhne | Parámetros climáticos promedio de Yuzhne | Parámetros climáticos promedio de Yuzhne | Parámetros climáticos promedio de Yuzhne | Parámetros climáticos promedio de Yuzhne | Parámetros climáticos promedio de Yuzhne | Parámetros climáticos promedio de Yuzhne |
| Mes                                              | Ene.                                     | Feb.                                     | Mar.                                     | Abr.                                     | May.                                     | Jun.                                     | Jul.                                     | Ago.                                     | Sep.                                     | Oct.                                     | Nov.                                     | Dic.                                     | Anual                                    |
| ------------------------------------------------ | ---------------------------------------- | ---------------------------------------- | ---------------------------------------- | ---------------------------------------- | ---------------------------------------- | ---------------------------------------- | ---------------------------------------- | ---------------------------------------- | ---------------------------------------- | ---------------------------------------- | ---------------------------------------- | ---------------------------------------- | ---------------------------------------- |
| Temp. media (°C)                                 | -1.9                                     | -1.1                                     | 2.5                                      | 9.4                                      | 15.5                                     | 20.0                                     | 22.3                                     | 21.7                                     | 16.9                                     | 11.1                                     | 5.3                                      | 1.1                                      | 10.2                                     |
| Precipitación total (mm)                         | 36                                       | 37                                       | 29                                       | 32                                       | 39                                       | 47                                       | 50                                       | 36                                       | 38                                       | 26                                       | 39                                       | 43                                       | 452                                      |
| Días de precipitaciones (≥ 1 mm)                 | 6                                        | 7                                        | 9                                        | 6                                        | 7                                        | 8                                        | 4                                        | 2                                        | 4                                        | 6                                        | 7                                        | 11                                       | 77                                       |
| Horas de sol                                     | 158                                      | 220                                      | 305                                      | 353                                      | 413                                      | 418                                      | 440                                      | 409                                      | 345                                      | 296                                      | 204                                      | 163                                      | 3724                                     |
| Fuente n.º 1: Climate-Data.org                   |                                          |                                          |                                          |                                          |                                          |                                          |                                          |                                          |                                          |                                          |                                          |                                          |                                          |
| Fuente n.º 2: Monthly climate in Yuzhne, Ukraine |                                          |                                          |                                          |                                          |                                          |                                          |                                          |                                          |                                          |                                          |                                          |                                          |                                          |

## Historia
El 11 de mayo de 1978, por orden del Presidium del parlamento de la República Socialista Soviética de Ucrania, el lugar recién construido recibió el nombre de aldea Pivdenne. El nombre de la ciudad en ruso significa "sur", y el término ucraniano para "sur" sería Pivdenne. La construcción de una nueva ciudad estaba prevista para 1990 y tendría capacidad para 30.000 habitantes, e incluso 150.000 personas después.
La localidad recibió el estatus de comuna urbana el 11 de mayo de 1978 y luego el de ciudad en 1993, pero no experimentó el desarrollo esperado durante su construcción. En febrero de 1993, la Rada Suprema de Ucrania declaró otorgar a la aldea urbanizada un estatus especial en el óblast de Odesa como ciudad de importancia regional, que duró hasta el 18 de julio de 2020. El estatus fue abolido en julio de 2020 como parte de la reforma administrativa de Ucrania, que redujo el número de raiones del óblast de Odesa a siete. El área del municipio de Pivdenne se fusionó con el raión de Odesa.
El puerto de la ciudad, Pivdenni, es una terminal petrolera de importancia internacional y uno de los tres principales puertos de Ucrania, junto con Odesa y Chornomorsk. De hecho, estas tres ciudades portuarias cercanas se han convertido en una sola conurbación y Pivdenne se considera un satélite de Odesa.
En abril de 2023, el ayuntamiento de Pivdenne decidió cambiar el nombre de la ciudad, ya que el nombre de la ciudad no cumplía con los requisitos de la ley "Sobre la garantía del funcionamiento del idioma ucraniano como idioma estatal". Se afirmó que el nombre de la ciudad no cumplía con las normas y estándares ortográficos del ucraniano.La Rada Suprema renombró la ciudad como Pivdenne el 19 de septiembre de 2024, mientras que el nombre propuesto Port-Annental fue rechazado.

## Demografía
La evolución de la población de Pivdenne entre 1989 y 2022 fue la siguiente:
| 15 587                                                        | 23 977 | 29 327 | 31 533 | 32 198 | 32 563 | 32 677 |
| (Fuente: Cities & Towns of Ukraine y UKRAINE: Größere Städte) |        |        |        |        |        |        |

Según el censo de 2001, el 65,9% de la población son ucranianos, el 29,9% son rusos y el resto de minorías son principalmente gagaúzos (1,1%), bielorrusos (1,1%) y rumanos (0,8%). En cuanto al idioma, la lengua materna de la mayoría de los habitantes, el 53,71%, es el ruso; para el 44,76% el idioma materno es el ucraniano.

## Economía
Con capacidad para albergar buques de 100.000 toneladas de peso muerto, el puerto de Pivdenne cuenta con instalaciones especializadas para carbón, mineral de hierro, petróleo, productos químicos, etc. Pivdenne es el segundo puerto de Ucrania después del de Odesa, con un tráfico de 20,7 millones de toneladas en 2005.
Inicialmente creado como un asentamiento de la planta portuaria de Odesa en el estuario de Jrijórivka, desde 1981 se transformó en un suburbio de Odesa dentro del distrito Suvorov de la ciudad. Desde la terminal marítima del sur del puerto de la ciudad parte el oleoducto Odesa-Brody hacia el oeste de Ucrania. 

## Infraestructura

### Transporte
Pivdenne está conectada con Odesa por la autopista M28.

## Cultura

### Deporte
El equipo local de baloncesto es el BC Jimik, que juega en la Superliga de baloncesto de Ucrania y fue campeón de liga en 2015, 2016 y 2019. En Pivdenne también se encuentra el equipo de voleibol femenino "BK Jimik", campeón de Ucrania en las temporadas 2010/11 y 2011/12. El equipo de balonmano HC Portovik juega en la liga masculina más alta.

## Galería

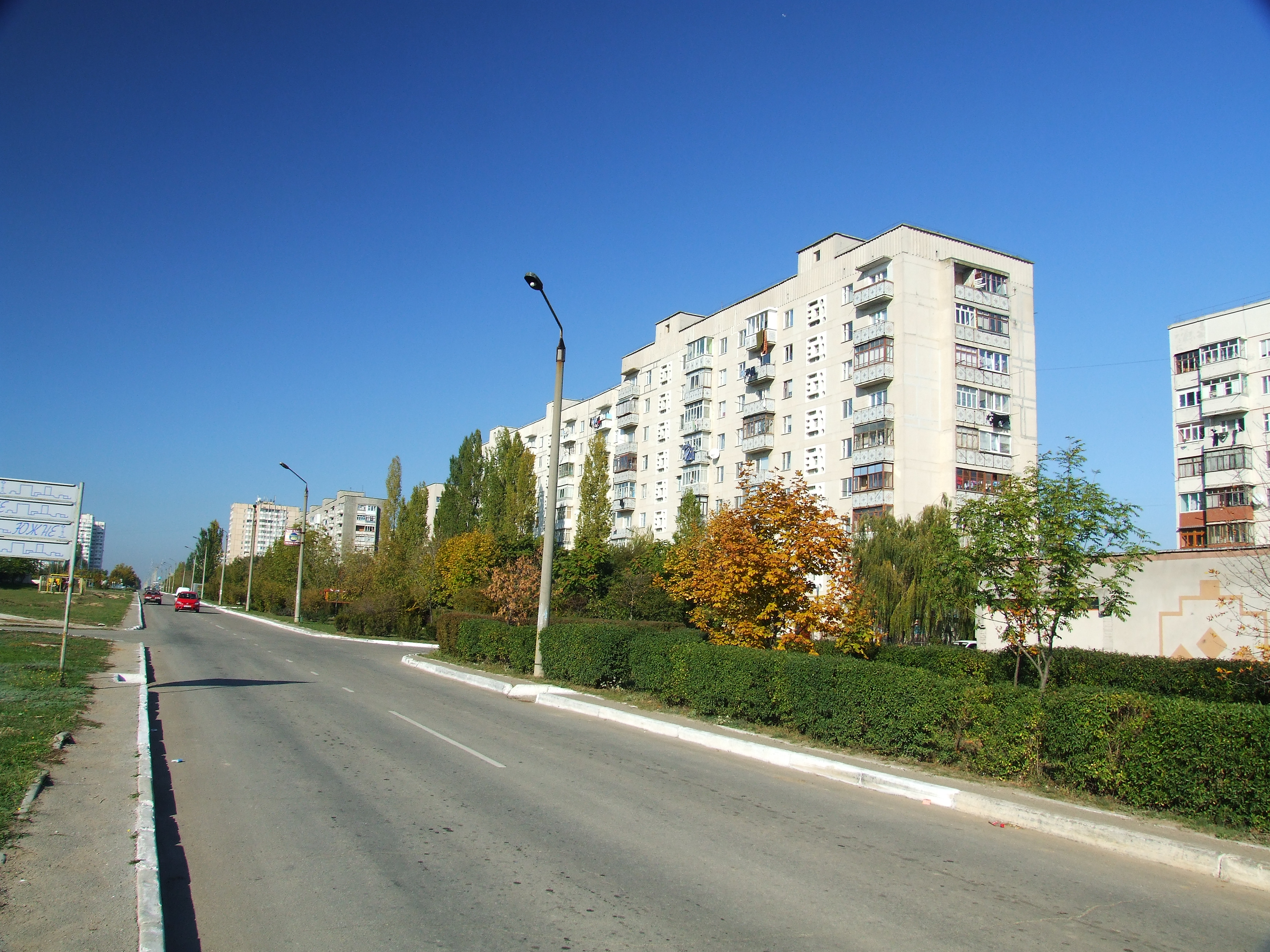
Calle en Pivdenne
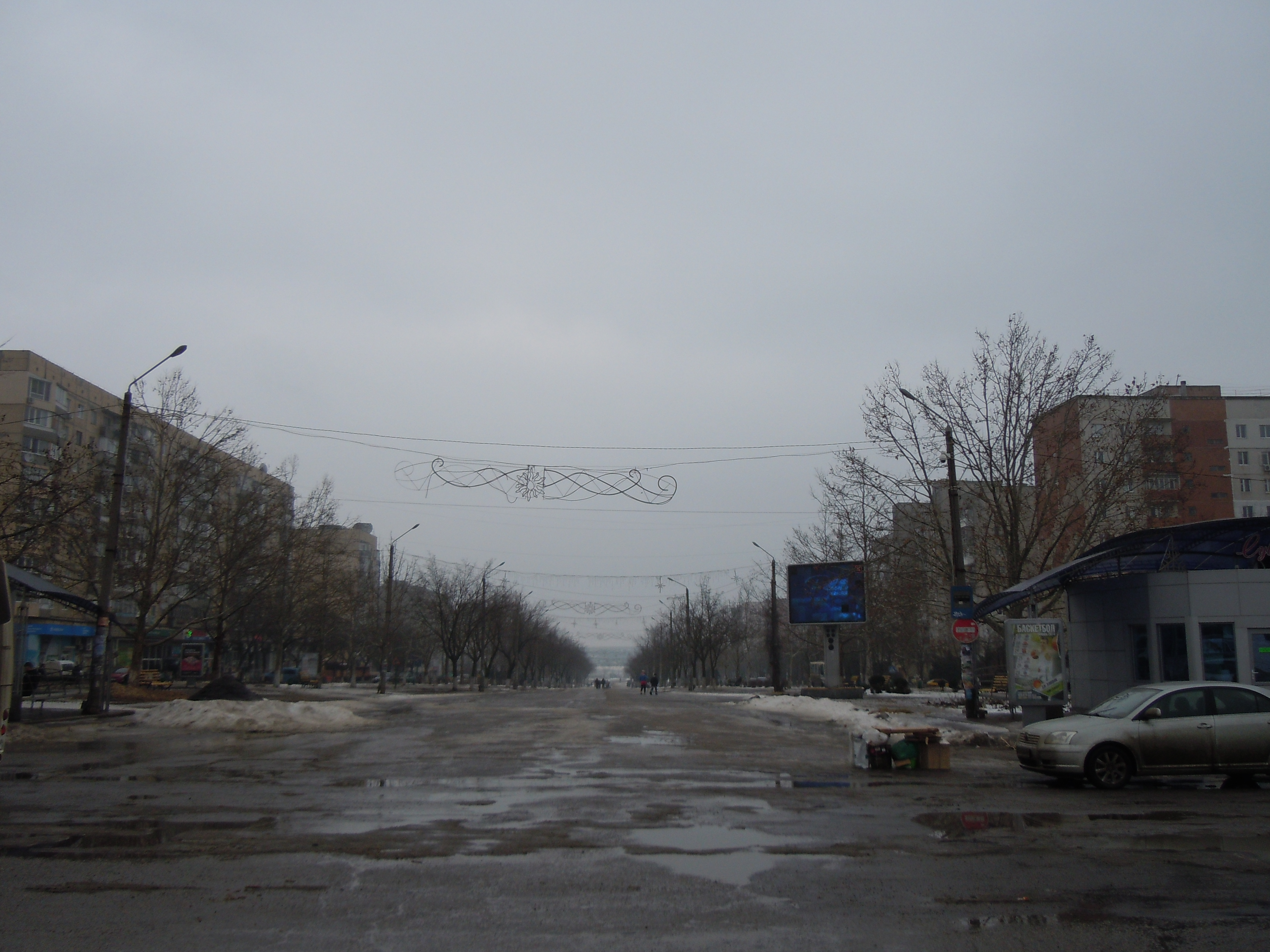
Pivdenne en invierno
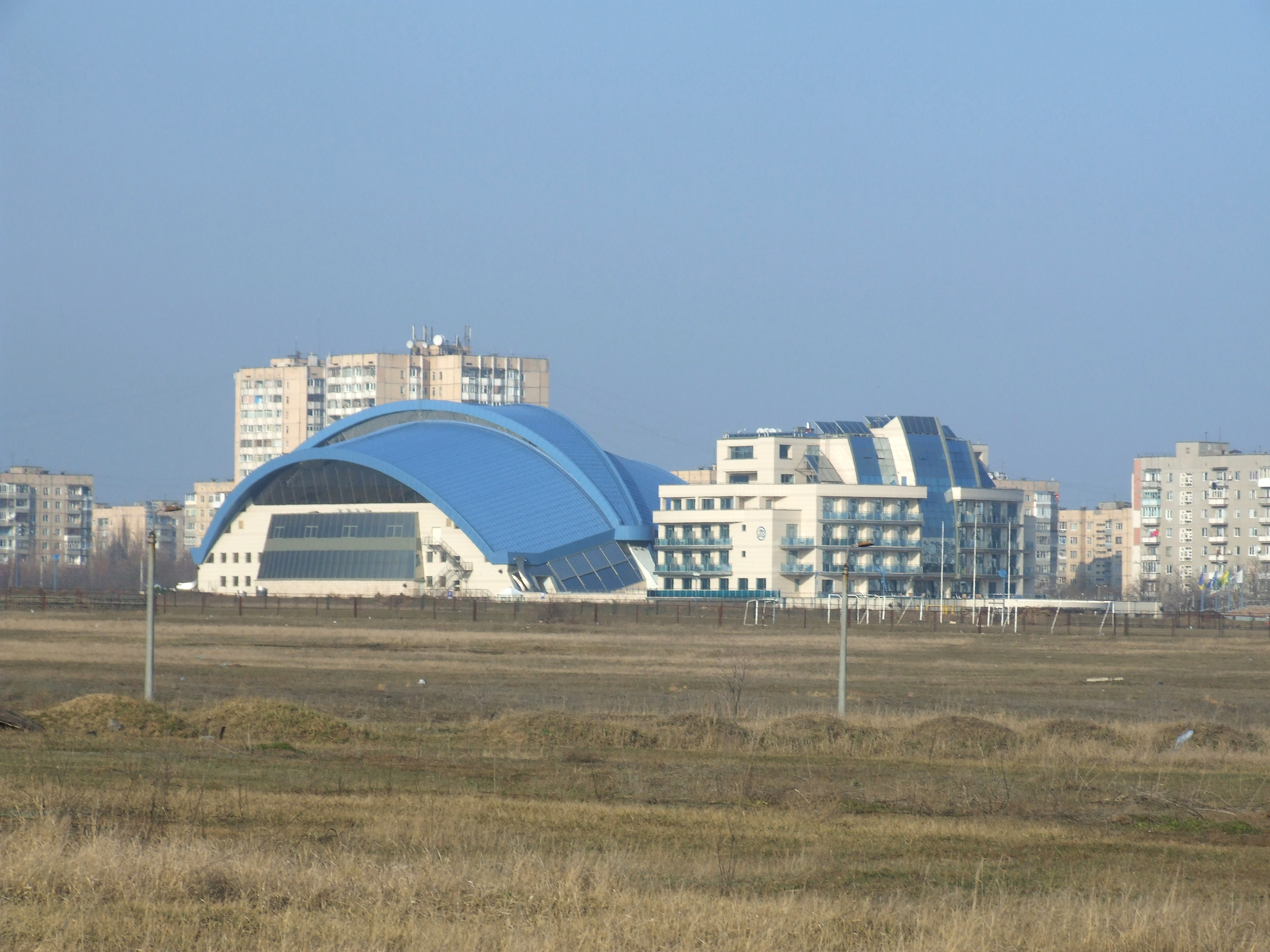
Complejo deportivo de Pivdenne
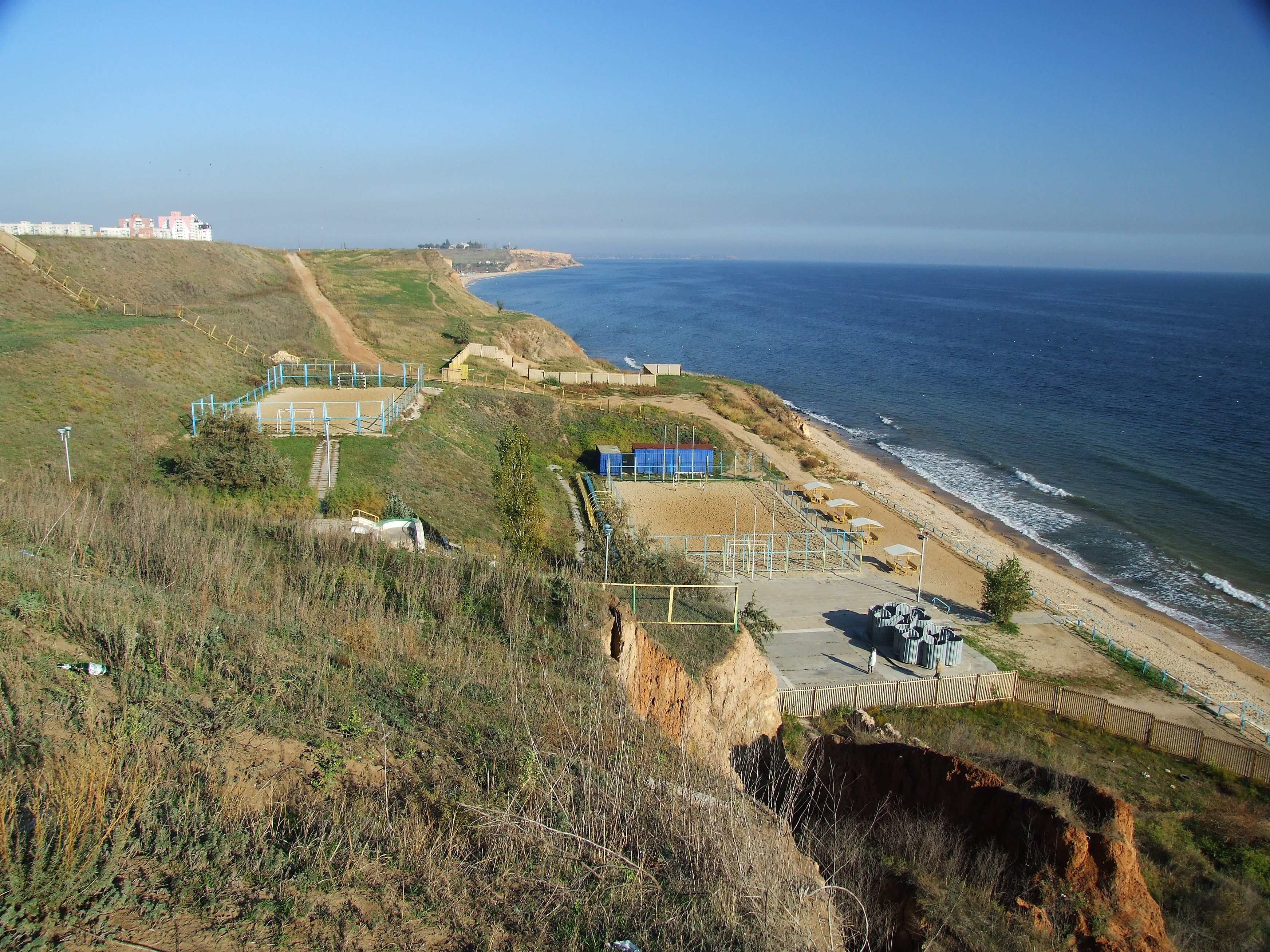
Playa de Pivdenne
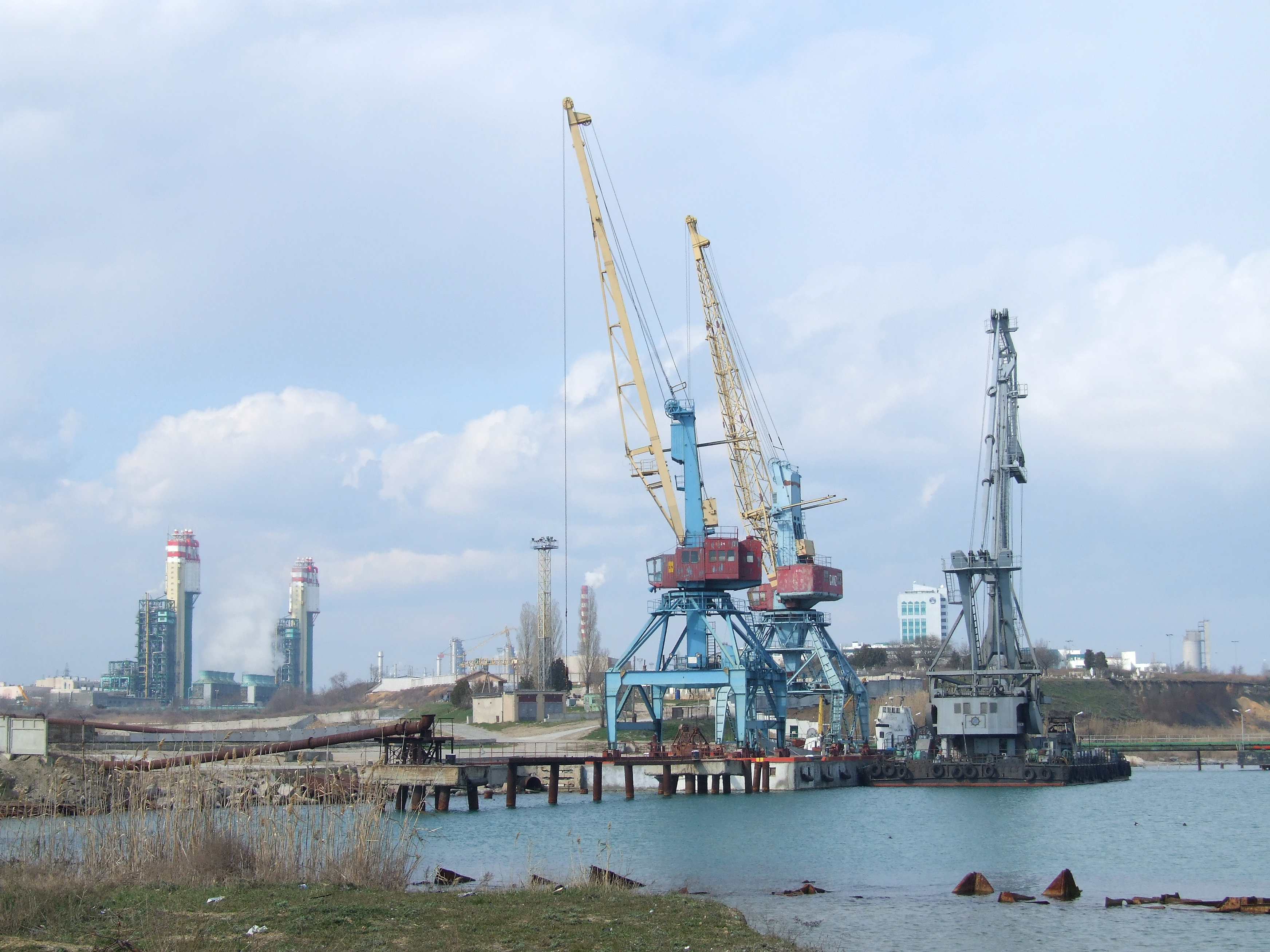
Puerto de Pivdenne
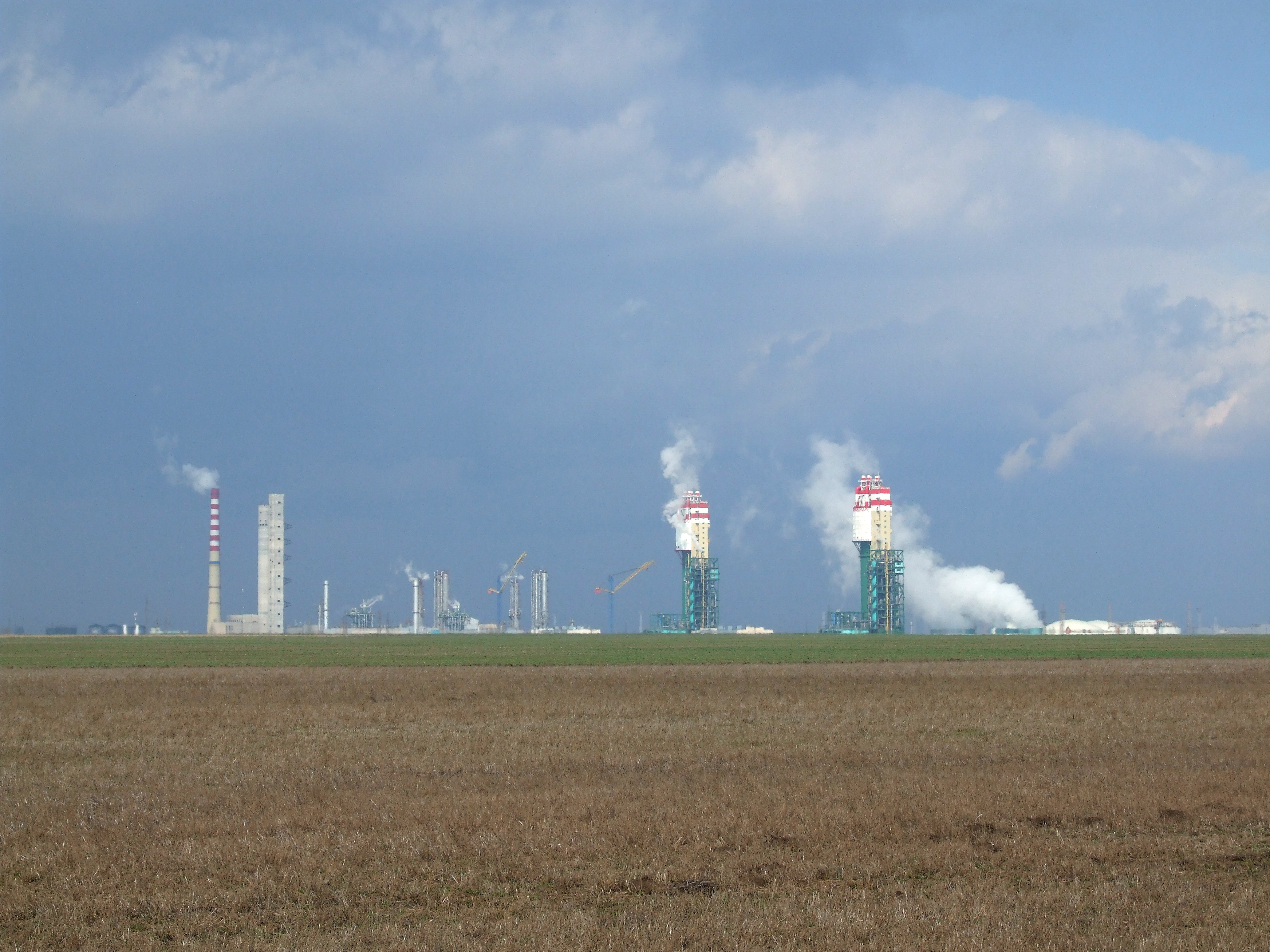
Planta portuaria de Odesa

## Ciudades hermanadas
Pivdenne está hermanada con las siguientes ciudades:
- Dimitrovgrad, Bulgaria.
- Yueqing (Zhejiang), China.
- Kobuleti, Georgia.
- Kemer, Turquía.